# جورج ماكدونالد (مؤرخ)
جورج ماكدونالد (بالإنجليزية: George Ranald Macdonald)‏ هو فلاح ومؤرخ نيوزيلندي، ولد في 4 أكتوبر 1891 في كرايستشرش في نيوزيلندا، وتوفي في 13 ديسمبر 1967.